# Alexander Zaitsev (patinador)
Alexander Gennadiyevich Zaitsev (em russo:  Александр Геннадиевич Зайцев; Leningrado, RSFS da Rússia, 16 de junho de 1952) é um ex-patinador artístico russo que competiu em competições de duplas. Ele foi bicampeão olímpico em 1976 e 1980 ao lado de Irina Rodnina.

## Principais resultados

### Com Irina Rodnina
| Resultados                                            | Resultados      | Resultados      | Resultados      | Resultados      | Resultados      | Resultados      | Resultados    | Resultados      | Resultados    | Resultados    | Resultados    | Resultados    |
| Internacional                                         | Internacional   | Internacional   | Internacional   | Internacional   | Internacional   | Internacional   | Internacional | Internacional   | Internacional | Internacional | Internacional | Internacional |
| Evento/Temporada                                      | 1972– 1973      | 1973– 1974      | 1974– 1975      | 1975– 1976      | 1976– 1977      | 1977– 1978      | 1978– 1979    | 1979– 1980      |               |               |               |               |
| ----------------------------------------------------- | --------------- | --------------- | --------------- | --------------- | --------------- | --------------- | ------------- | --------------- | ------------- | ------------- | ------------- | ------------- |
| Jogos Olímpicos                                       |                 |                 |                 | Medalha de ouro |                 |                 |               | Medalha de ouro |               |               |               |               |
| Campeonato Mundial                                    | Medalha de ouro | Medalha de ouro | Medalha de ouro | Medalha de ouro | Medalha de ouro | Medalha de ouro |               |                 |               |               |               |               |
| Campeonato Europeu                                    | Medalha de ouro | Medalha de ouro | Medalha de ouro | Medalha de ouro | Medalha de ouro | Medalha de ouro |               | Medalha de ouro |               |               |               |               |
| Prize of Moscow News                                  |                 |                 |                 |                 |                 | Medalha de ouro |               |                 |               |               |               |               |
| Nacional                                              |                 |                 |                 |                 |                 |                 |               |                 |               |               |               |               |
| Campeonato Soviético                                  | Medalha de ouro | Medalha de ouro | Medalha de ouro |                 | Medalha de ouro |                 |               |                 |               |               |               |               |
|                                                       |                 |                 |                 |                 |                 |                 |               |                 |               |               |               |               |
| Legenda: Competição não foi disputada nesta temporada |                 |                 |                 |                 |                 |                 |               |                 |               |               |               |               |